# Skojevsko naselje
Skojevsko naselje (en serbe cyrillique : Скојевско насеље) est un quartier de Belgrade, la capitale de la Serbie. Il est situé dans la municipalité urbaine de Rakovica. Au recensement de 2002, il comptait 5 145 habitants.

## Emplacement
Skojevsko naselje est situé au nord-ouest de la municipalité de Rakovica, à la limite de la municipalité de Čukarica. Le quartier est entouré par ceux de Rakovica (à l'est et au sud), de Cerak vinogradi (à l'ouest) et par ceux de Košutnjak et de Filmski grad (au nord).

## Caractéristiques
Skojevsko naselje est un petit quartier de forme allongée délimité par les rues Kneza Višeslava au nord et Luke Vojvodića au sud. Le secteur est entièrement résidentiel. La rue Luke Vojvodića, qui portait autrefois le nom de Skojevska Nova était parallèle à la rue Skojevska, qui porte aujourd'hui le nom de Godominska ; ces noms anciens ont donné leur nom à l'actuel quartier.